# Épimandylion

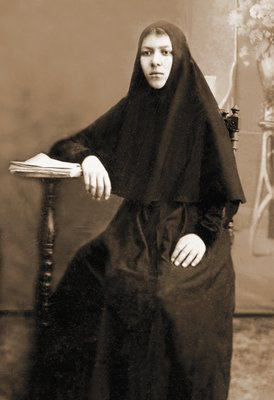
Religieuse russe portant l'apostolnik ; il s'agit d'une dissidente et martyre : sœur Catherine Constantinova (1887-1938)

Un épimandylion (grec επιμανδύλιον) ou apostolnik (biélorusse, bulgare, russe, serbe, ukrainien : апостольник ; roumain apostolnic) est le vêtement que portent les religieuses de l'Église orthodoxe. C'est un voile qui couvre la tête, le cou, les épaules et le haut du corps, ne laissant paraître que le visage. Il est le plus souvent noir, plus rarement gris ou blanc. Ce voile est porté dès le noviciat.
Selon sa place dans la hiérarchie, la religieuse peut porter l'épimandylion au-dessus du bonnet (skoufia en russe, scufia en roumain, skouphos en grec) en tissu noir à bout rond, du chamilauque cylindrique ou encore du klobouk typique de la tradition russe. L'épimandylion des novices grecques et celui des nonnes roumaines est moins enveloppant que l'apostolnik russe et ressemble plutôt à un grand fichu noir.
L'origine de ce vêtement remonte à l'époque byzantine. Ainsi Théodoret de Cyr, au Ve siècle, décrit Domnina de Syrie : « elle était couverte d'un long voile qui lui descendait jusqu'aux genoux. » Ce voile descendant généralement jusqu'à la taille.